# Atractodes punctator
Atractodes punctator är en stekelart som beskrevs av Per Abraham Roman 1909. Atractodes punctator ingår i släktet Atractodes och familjen brokparasitsteklar. Arten är reproducerande i Sverige. Inga underarter finns listade.